# ドロシー・ドネガン

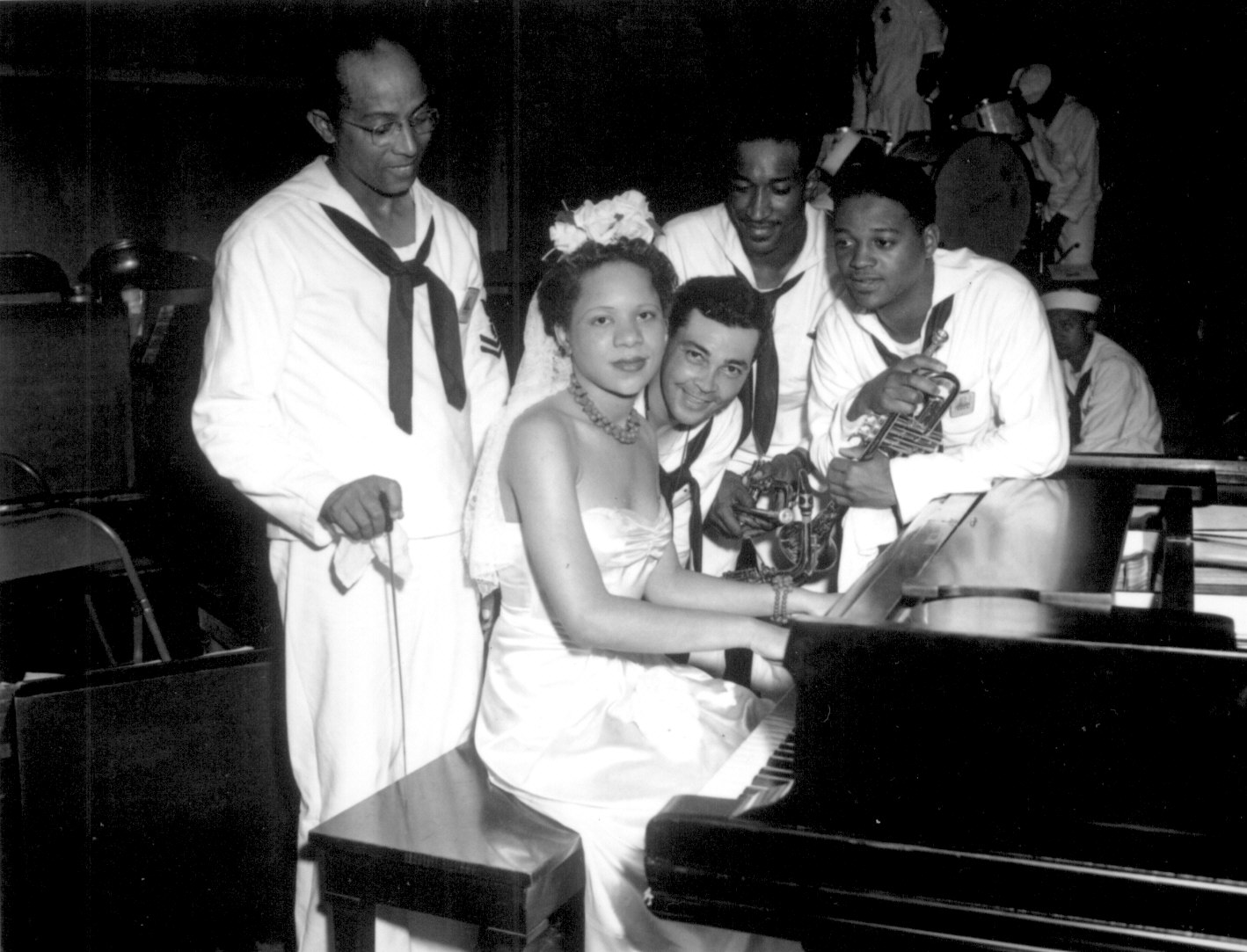
グレート・レイクスの海軍訓練所内のキャンプ、ロバート・スモールズでアメリカの水兵たちと演奏しているドネガン（1943年）

ドロシー・ドネガン（Dorothy Donegan、1922年4月6日 - 1998年5月19日）は、アメリカのクラシック音楽の手ほどきを受けたジャズ・ピアニスト。時折、ボーカリストとしても活動し、主にストライドや、ブギウギ、ビバップ、スウィング、クラシックの演奏で知られている。

## 略歴

### 生い立ち
ドネガンはイリノイ州シカゴで生まれ育ち、1928年にピアノを習い始めた。最初のレッスンは、クリーオ・ブラウンの指導も受けた西インド諸島出身のピアニスト、アルフレッド・N・シムズから受けた。ドネガンはデュセイブル高校を卒業。そこでは、ダイナ・ワシントン、ジョニー・グリフィン、ジーン・アモンズ、ヴォン・フリーマンと活動してきた教師のウォルター・ダイエットに師事した 。また、シカゴ音楽大学と南カリフォルニア大学でも学んだ。

### 業績
ドネガンはシカゴのナイトクラブで活躍したことで知られていた。1942年にレコーディング・デビューを果たす。キャブ・キャロウェイ、ジーン・ロジャース、W・C・フィールズとともに映画『Sensations of 1945』に出演した。彼女はアート・テイタムの弟子で、テイタムは彼女を「私に練習をさせることができる唯一の女性」と呼んでいた（テイタムは「盲目だったはずなのに……女性が見えていたのは知っている」と彼女は言った）。1943年、ドネガンはシカゴのオーケストラホールで演奏した最初のアフリカ系アメリカ人となった。彼女は後にこの画期的なパフォーマンスについて次のように語っている:
前半はラフマニノフとグリーグを演奏し、後半は泥沼に引きずり込まれてジャズを演奏しました。クラウディア・キャシディが「シカゴ・トリビューン」紙の1面でコンサートを評してくれました。彼女が言うには、私のテクニックは素晴らしく、トゥールーズ＝ロートレックのリトグラフのようだったそうです。

1983年5月、ドネガンはビリー・テイラー、ミルト・ヒントン、アート・ブレイキー、マキシン・サリヴァン、ジャッキー・バイアード、エディ・ロックとともに、ニューヨークのセント・ピーターズ福音ルーテル教会で行われたアール・ハインズの追悼式で演奏した。彼女の最初の6枚のアルバムは、演奏での成功に比べると無名だった。彼女の作品がジャズ界で注目されるようになったのは1980年代に入ってからのことだった。特に、1987年のモントルー・ジャズ・フェスティバルでの録音と、1991年のライブ・アルバムは絶賛された。それでも、彼女はライブ・パフォーマンスで最もよく知られていた。彼女は、多様なスタイルと華やかな性格で観客を魅了した。ベン・ラトリフは「ニューヨーク・タイムズ」紙で「彼女の華やかさは、女性に敵対的な業界のなかで仕事を見つけるのに役立った。ある意味では、それが彼女の没落でもあった。彼女のコンサートは個性が強すぎると批判されることが多かったのだ」と論じた。1992年、ドネガンは国立芸術基金から「アメリカン・ジャズ・マスターズ」フェローシップを授与され、1994年にはルーズヴェルト大学から名誉博士号を授与された。

### 私生活と死
ドネガンは、性差別を訴え、男性ミュージシャンと同じ賃金を要求したことにより、自身のキャリアが制限されたという意見を率直に表明した。ドネガンは、1998年に76歳でカリフォルニア州ロサンゼルスにて癌のため亡くなった。

## ディスコグラフィ

### リーダー・アルバム
- 『ドロシー・ドネガン』 - Dorothy Donegan (1955年、Jubilee)
- 『セプテンバー・ソング』 - September Song (1956年、Jubilee)
- At The Embers With Dorothy Donegan (1957年、Roulette)
- Dorothy Donegan Plays For Jazz-30 (1958年、Jazz-30)
- Live (1959年、Capitol)
- 『ドニーブルック・ウィズ・ドネガン』 - Donnybrook With Donegan (1959年、Capitol)
- It Happened One Night (1961年、Roulette)
- Swingin' Jazz In Hi-Fi (1963年、Regina)
- The Many Faces Of Dorothy Donegan (1975年、Mahogany)
- Dorothy Donegan (1976年、Four Leaf Clover)
- Makin' Whoopee (1980年、Black And Blue)
- Live! (1980年、CNR)
- Dorothy Donegan Live (1981年、Jaylin's Live) ※with Jimmy Woode, Ed Thigpen
- 『エクスプローシヴ』 - The Explosive Dorothy Donegan (1981年、Progressive)
- Sophisticated Lady (1982年、Ornament)
- Dorothy Donegan Solo & Duo With Jay McShann - Hans van der Sys Solo & Duo With Dick Wellstood (1982年、Swingtime)
- Dorothy Donegan Plays DIA Caught Live At The Design Institute America House, High Point, NC (1984年、Design Institute America)
- I Walk Along (1989年、Estúdio Eldorado, Black And Blue)
- 『ライヴ・アット・ザ・ウィダー・バー』 - Live At The Widder Bar 1986, Zürich (1989年、Timeless)
- 『ライヴ・アット・ザ・フローティング・ジャズ・フェスティヴァル』 - Live At The 1990 Floating Jazz Festival (1991年、Chiaroscuro)
- 『ライヴ・ウィズ・ディジー・ガレスピー』 - Live At The 1991 Floating Jazz Festival (1992年、Chiaroscuro) ※with ディジー・ガレスピー
- Live At The Floating Jazz Festival 1992 (1993年、Chiaroscuro) ※with クラーク・テリー
- I Just Want To Sing (1995年、Audiophile)
- Live In Copenhagen 1980 (1996年、Storyville) ※1980年録音
- 『ライヴ・アット・リヴィング・ルーム』 - Live at Hollywood's Living Room (1997年、Norma) ※1963年録音
- Live At The King Of France Tavern (2015年、LiSem) ※1978年録音

## フィルモグラフィ
- Sensations of 1945 (1944年) – musical performer, United Artists
- North Sea Jazz Classics 1980 (1980年) – live performance registration by NOS/NPO
- Jazz at Newport '95 (1995年) – featured performer, concert for PBS
- Dorothy Donegan: Pandemonium (2008年)